# Love (singel Inny)
Love – trzeci singiel rumuńskiej piosenkarki Inny, pochodzący z jej pierwszego albumu Hot. Utwór stworzony i wyprodukowany przez Play & Win, został wydany w formacie digital download 16 lutego 2009 roku.

## Informacje o utworze
„Love” to piosenka house/dance-pop. Tekst opowiada o skomplikowanej miłości. Piosenka osiągnęła pierwsze miejsca na listach przebojów w Czechach, Polsce, Węgrzech i Rumunii. Singiel był bardziej popularny i utrzymywał się dłużej na listach od poprzedniego Hot. Teledysk pojawił się w internecie na początku kwietnia 2009 roku. Klip pokazuje artystkę w siłowni, a pod jego koniec wydaje się ona być smutna z powodu przemocy dziejącej się na świecie.

## Lista utworów
digital download
1. „Love” (Play & Win Radio Edit) – 3:39
2. „Love” (Club Version) – 5:01
3. „Love” (Dandeej Remix) – 5:14
4. „Love” (DJ Andi Remix) – 5:41

## Pozycje na listach
| Notowanie (2009)        | Najwyższa pozycja |
| ----------------------- | ----------------- |
| Hungarian Singles Chart | 70                |